# Bunker
Bunker je manja obrambena građevina u kojoj su korisnici zaštićeni od direktne opasnosti. To uključuje direktni utjecaj oružja, kao i zaštitu ljudi od opasnih tvari. Bunkere se može koristiti i kao skladišta za pohranjivanje opasnih tvari.
Vojni bunkeri namijenjeni su za jačanje vlastitog položaja i zaštititu od napada protivnika. Oni mogu primjerice poslužiti kao utvrda, zaklon za ratnu opremu (podmornice, zrakoplove) ili kao zapovjedno središte. 
Bunkeri mogu služiti i za zaštititu civilnog stanovništva.
Građeni su uglavnom od betona i čelika, a u brojnim slučajevima pokriveni zemljom ili su rađeni kao tuneli u stijenama. 
U bunkeru se može nalaziti posada s topničkim ili pješačkim naoružanjem.

## Primjeri bunkera
- Bunker njemačke podmorničke flote u Bordeauxu
- Bunker u Češkoj
- Bunker za jednu osobu u Poljskoj
- Bunkeri u Nantesu
- Njemački bunker iz II. svjetskog rata na francuskoj obali
- Bunker u Španjolskoj
- Njemački bunker na danskoj obali
- Lewis Tower (iz 1835. godine) Saint Ouen, Jersey
- Bunkeri u Albaniji
- Bunker u Finskoj